# رافنسبورگ
رافنسبورگ (به آلمانی: Ravensburg) ،شهری در آلمان است که در بادن-وورتمبرگ واقع شده‌است.

## خصوصیات
رافِنسبورگ ۴۷٬۶۹۰ نفر جمعیت دارد.

## خواهرخوانده
شهرهای مونتلیمر، کسویگ (زاکسن)، برست، بلاروس، ریولی (ایتالیا) و واراژدین خواهرخوانده‌های رافنسبورگ هستند.